# Monument en record dels agents del cos de Mossos d'Esquadra assassinats el 1845
El Monument en record dels agents del cos de Mossos d'Esquadra assassinats el 1845 és un pedró de 1845 a Seva (Osona) que commemora un incident amb bandolers en què van morir dos mossos d'Esquadra i que és conegut popularment com a ‘Pedra dels Trabucaires o ‘Pedró dels Mossos d'Esquadra. El monument és un monòlit de pedra d'1,70 metres d'alçada, amb una creu de ferro forjat incrustada i amb una inscripció gravada on es pot llegir: “25 de marzo MDCCCXLV. Cumpliendo con su deber y luchando contra los trabucaires murieron en este lugar los Mozos de Escuadra Isiro Pallarés y Juan Barnet”. A la part de darrere del monument hi ha un escut de la Diputació de Barcelona, institució que en va encarregar la construcció.
El 2015 s'inaugurà la restauració del monument. Durant l'acte el sacerdot i historiador Antoni Pladevall i Font explicà els fets commemorats, que es remunten al 27 de febrer de 1845, quan una quadrilla d'una vintena de trabucaires formada després de la primera guerra carlina va assaltar a Tordera la diligència de Girona a Barcelona i va segrestar tres persones. Al cap d'un mes, el 25 de març, els Mossos d'Esquadra van rebre l'avís que s'havia vist gent sospitosa prop d'un mas de la rodalia de Taradell i es va produir un enfrontament entre els bandolers i un escamot de quatre mossos, en què van morir dos mossos novells i un dels segrestats (un altre havia estat abandonat i mort poc després del segrest). Després de fugir il·lesos, els bandolers es van refugiar al seu catau, l'ara anomenada Balma dels Trabucaires, i d'allà van fer via cap a França, perseguits per un sometent de Seva i de Taradell. Allà, després d'intentar obtenir un rescat pel tercer segrestat, el van matar. Finalment, disset bandolers van ser detinguts i quatre van ser ajusticiats a Montpeller, mentre que la resta van anar a la presó.